# Svenskt mästerskap (travsport)
Svenskt Mästerskap är ett travlopp för svenskfödda varmblod (4-åriga och äldre) som körs på Åbytravet i Mölndal varje år i mitten av oktober. Det går av stapeln under SM-dagen, alltså samma tävlingsdag som bland annat Sto-SM och Monté-SM. Det är ett Grupp 2-lopp, det vill säga ett lopp av näst högsta internationella klass. Loppet körs över distansen 2640 meter med autostart (bilstart). Förstapris är 500 000 kronor.

## Historia
Första upplagan av Svenskt Mästerskap kördes 1939. I premiärupplagan vann Sören Nordin tillsammans med hästen Quart Axworthy. Sören Nordin kom även att vinna loppet 1940, då med hästen O. Ké Hanover.
I både 1941 och 1942 års upplagor segrade Big Noon, som i och med detta blev den första hästen att vinna loppet två gånger. Den häst som vunnit loppet allra flest gånger är Frances Bulwark med sina totalt sex segrar i upplagorna 1950, 1951, 1953, 1954, 1955 och 1956.
Löpningsrekordet i loppet innehas av 2020 års vinnare Very Kronos, körd av Erik Adielsson. Han segrade från ledningen på segertiden 1.11,7, vilket även innebar nytt banrekord på Åbytravet samt nytt svenskt rekord över distansen 2640 meter.

## Vinnare
| År   | Häst               | Kusk               | Tränare            | Odds  | Tid     | Tvåa               | Trea              |
| ---- | ------------------ | ------------------ | ------------------ | ----- | ------- | ------------------ | ----------------- |
| 2024 | High On Pepper     | Jorma Kontio       | Katja Melkko       | 4.33  | 1.11,8  | Staro Mack Crowe   | Mister Hercules   |
| 2023 | Power              | Robert Bergh       | Robert Bergh       | 5.14  | 1.11,6  | Beartime           | Barbro Kronos     |
| 2022 | Brother Bill       | Björn Goop         | Timo Nurmos        | 3.91  | 1.12,0  | Unico Broline      | Don Fanucci Zet   |
| 2021 | Very Kronos        | Erik Adielsson     | Svante Båth        | 3.71  | 1.12,2  | Upstate Face       | Diamanten         |
| 2020 | Very Kronos        | Erik Adielsson     | Svante Båth        | 4.26  | 1.11,7  | Milliondollarrhyme | Cyber Lane        |
| 2019 | Milliondollarrhyme | Fredrik B. Larsson | Fredrik B. Larsson | 6.01  | 1.13,1  | Digital Ink        | Racing Mange      |
| 2018 | Readly Express     | Björn Goop         | Timo Nurmos        | 1.21  | 1.11,9  | Cyber Lane         | Racing Mange      |
| 2017 | Readly Express     | Jorma Kontio       | Timo Nurmos        | 1.13  | 1.11,8  | VästerboontheNews  | Reckless          |
| 2016 | Ivar Sånna         | Jomar Blekkan      | Frode Hamre        | 6.61  | 1.13,3  | Mosaique Face      | VästerboontheNews |
| 2015 | Alfas da Vinci     | Joakim Lövgren     | Joakim Lövgren     | 5.05  | 1.12,0  | Global Money       | Dreams Take Time  |
| 2014 | On Track Piraten   | Johnny Takter      | Hans R. Strömberg  | 3.69  | 1.13,0  | Mosaique Face      | Claes Boko        |
| 2013 | On Track Piraten   | Johnny Takter      | Hans R. Strömberg  | 13.45 | 1.12,2  | Yarrah Boko        | Harry Haythrow    |
| 2012 | Raja Mirchi        | Lutfi Kolgjini     | Lutfi Kolgjini     | 3.23  | 1.13,0  | Caballion          | Global Investment |
| 2011 | Yarrah Boko        | Ulf Ohlsson        | Trond Anderssen    | 5.53  | 1.13,9  | Noras Bean         | Torvald Palema    |
| 2010 | Torvald Palema     | Åke Svanstedt      | Åke Svanstedt      | 2.01  | 1.13,8  | Yarrah Boko        | Iceland           |
| 2009 | Triton Sund        | Örjan Kihlström    | Stefan Hultman     | 5.74  | 1.13,3  | Commander Crowe    | Torvald Palema    |
| 2008 | Triton Sund        | Örjan Kihlström    | Stefan Hultman     | 2.70  | 1.13,2g | Commander Crowe    | Go On Pale        |
| 2007 | Torvald Palema     | Åke Svanstedt      | Åke Svanstedt      | 10.74 | 1.14,1  | Arras              | Lass Drop         |
| 2006 | Opal Viking        | Jorma Kontio       | Nils Enqvist       | 4.02  | 1.14,1  | Lass Drop          | Triton Sund       |
| 2005 | Dumle Loss         | Erik Adielsson     | Joakim Wallin      | 4.10  | 1.14,1  | Spring Ray         | Gazza Degato      |
| 2004 | Steinlager         | Per Oleg Midtfjeld | Per Oleg Midtfjeld | 1.80  | 1.16,0  | Tsar d'Inverne     | Naglo             |
| 2003 | Tout Ou Rien       | Lutfi Kolgjini     | Lutfi Kolgjini     | 11.11 | 1.14,9  | Gidde Palema       | No Pale           |
| 2002 | Energetic          | Örjan Kihlström    | Stefan Hultman     | 7.26  | 1.16,4  | Wiss Goldfinger    | Lass Zefyr        |